# Calm Before the Storm (album av Lauren Harris)
Calm Before the Storm är debutalbumet av den brittiska rockmusikern Lauren Harris, släppt i juni 2008 genom Demolition Records.
Albumet producerades av bandmedlemmen Tom McWilliams (trummor) och hennes far Steve Harris som är basist i Iron Maiden. Trots att inga av låtarna gavs ut som singlar, är Steal Your Fire den mest framstående.

## Låtlista
1. Steal Your Fire - 4:31
2. Your Turn - 3:41
3. Get Over It - 3:49
4. Like It or Not - 3:28
5. From the Bottom to the Top - 3:41
6. Let Us Be - 3:53
7. Hurry Up - 4:18
8. Come on Over - 4:09
9. Hit or Miss - 3:54
10. See Through - 3:43
11. You Say - 4:30
12. Natural Thing (bonusspår) - 3:23

Innehåller även Lauren Harris Video Showreel med Steal Your Fire, Let Us Be, Your Turn Live och Promo Footage